# Olga Bancic
Olga (ou Golda ) Bancic (Chișinău,Bessarábia, 15, 22 ou 28 de maio de 1912 - Stuttgart, 10 de maio de 1944), conhecida como Pierrette, foi uma resistente comunista judia, soldada voluntária do FTP-MOI da região de Paris.

## Biografia

### Juventude
Olga Bancic nasceu em uma família judia na então província russa da Bessarábia. Esta região de língua romena (na atual Moldávia ) declarou sua independência e, em seguida, juntou-se à Romênia em 1918. Para ajudar no sustento da família, Olga, a sexta dos irmãos, começou a trabalhar numa fábrica de luvas aos 12 anos. As duras condições de trabalho levaram a jovem Olga a participar de uma greve e manifestação em sua fábrica em 1924. Em 1929 ela se casou com o escritor Solomon A. Jacob, Alexandru Jar. Tendo se tornado comunista, ela foi presa pela polícia romena, encarcerada e espancada  . De 1933 a 1938, ela foi um membro ativo do sindicato local dos trabalhadores e continuou a luta sindical apesar dos perigos envolvidos. Ativista da juventude comunista da Romênia, ela participou da criação de um " Frente Popular Contra o Fascismo", onde conhece a sua jovem compatriota Hélène Taich  . Presas, condenadas e encarceradas várias vezes, elas foram perseguidas e se refugiaram na França.
Na França em 1938, Olga Bancic continuou os seus estudos na Faculdade de Letras  onde encontrou o seu marido, que lutava durante a Guerra Civil Espanhola nas Brigadas Internacionais. O casal ajudou os republicanos espanhóis, enviando armas ao grupo franco-belga "Pauker" da 35a divisão das Brigadas Internacionais, comandada pelo francês Gaston Carré e pelo romeno Valter Roman.
Em 1939, ela deu a luz uma filha, Dolores conhecida como Dolly, nomeada em homenagem a Dolores Ibárruri, conhecida como La Pasionaria.

### Segunda Guerra Mundial
Após a invasão da França pelos nazistas e a ruptura do pacto germano-soviético, Olga Bancic confiou a filha a uma família francesa e, em 1942, se engajou na organização clandestina Main-d'oeuvre immigrée (MOI) de comunistas estrangeiros e no movimento de luta armada desta organização, o FTP-MOI. Sob o pseudônimo de " Pierrette ", foi responsável pela montagem de bombas e explosivos, seu transporte e entrega de armas antes e depois das operações. Assim, participou indiretamente em uma centena de ataques.
Sob o nome de Senhora Martin, residindo número 8 da Rue des Ciseaux, ela alugou um quarto localizado no número 3 da Rue Andrieux, onde ela guardava as armas. Ela realmente vivia no 114 da Rue du Château.
Salomon Jacob foi preso em setembro de 1941 . Ele foi enviado ao campo de Drancy.
Ela foi presa em Paris pelas Brigadas Especiais (BS2) em 6 de novembro de 1943, juntamente com Marcel Rayman  e Josef Svec. Ela está entre um grupo de 23 prisioneiros no cárcere de Fresnes, alguns dos quais representados na famosa Affiche Rouge.

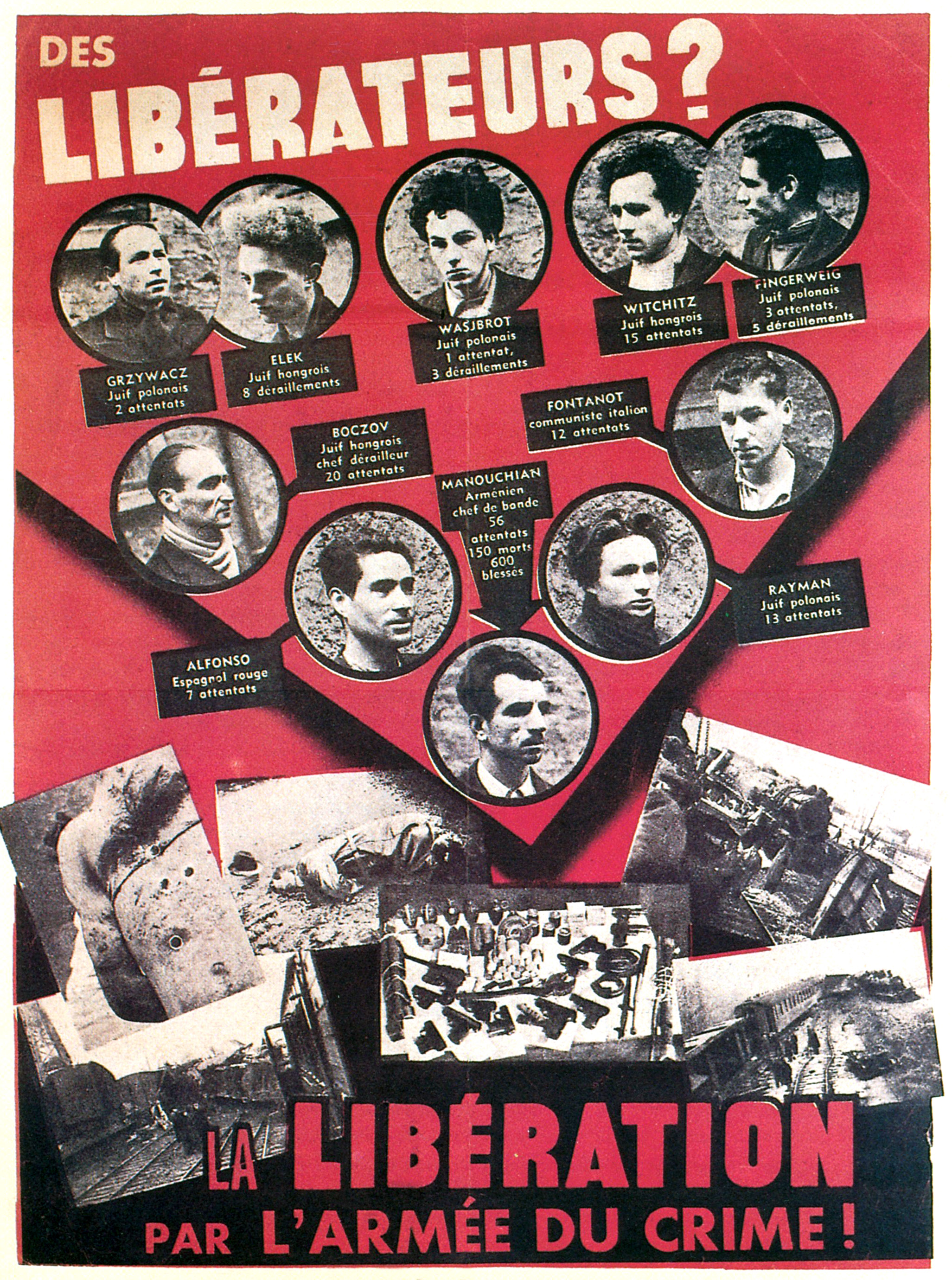
O Cartaz Vermelho, fevereiro de 1944

Em 21 de fevereiro de 1944, os 23 prisioneiros foram condenados à morte por uma corte marcial alemã, realizada em Paris.
Olga Bancic, horrivelmente torturada com flagelações , foi transferida para a Alemanha em 19 de fevereiro de 1944, enquanto os vinte e dois homens do grupo da Affiche Rouge, liderados por Missak Manouchian, foram fuzilados.
Presa em Karlsruhe, depois transferido para Stuttgart , ela foi guilhotinada em 10 de maio de 1944.
Seu marido, Alexandre Jar, escapou das prisões em novembro de 1943. Após a Libertação, ele deixou o FTP-MOI e voltou com sua filha Dolly para a Romênia, que havia se tornado comunista.

### Últimos depoimentos
Olga Bancic atirou pela janela uma última carta, datada de 9 de maio de 1944, dirigida a sua filha, durante sua transferência para a prisão de Stuttgart para lá ser executada.
A carta endereçada por Olga Bancic à filha diz :
Minha querida pequena, meu pequeno amor.

Sua mãe escreve a última carta, minha querida garotinha, amanhã às 6 horas, 10 de maio, não estarei mais aqui.

Meu amor, não chore, sua mãe também não chora. Morro com a consciência tranquila e com toda a convicção de que amanhã você terá uma vida e um futuro mais felizes que a sua mãe. Você não terá que sofrer mais. Tenha orgulho de sua mãe, meu amorzinho. Tenho sempre a tua imagem à minha frente.

Vou acreditar que você verá seu pai, tenho esperança de que ele tenha outro destino. Diga a ele que sempre pensei nele como em você. Eu te amo de todo o meu coração.

Vocês dois são queridos para mim. Minha querida filha, seu pai é, para você, uma mãe também. Ele te ama muito.

Você não sentirá a falta de sua mãe. Minha querida filha, termino minha carta com a esperança de que você será feliz por toda a vida, com seu pai, com todos.

Eu te beijo com todo meu coração, muito, muito.

Adeus meu amor.

Sua mãe.

## Lista de membros do Grupo Manouchian executados

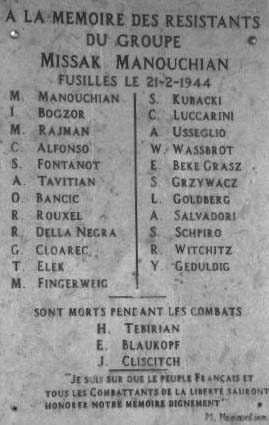
Memorial do Cartaz Vermelho, em Valence

A seguinte lista dos 23 membros do grupo de Manouchian, executados pelos alemães, indica pela menção (AR) os dez membros que os alemães colocaram na Affiche Rouge :
- Celestino Alfonso (AR), espanhol, 27 anos;
- Olga Bancic, romena, 32 anos (única mulher do grupo);
- Joseph Boczov [József Boczor; Wolff Ferenc] (AR), húngaro, 38 anos - engenheiro químico
- Georges Cloarec, francês, 20 anos
- Rino Della Negra, italiano, 19 anos
- Thomas Elek [Elek Tamás] (AR), húngaro, 18 anos - estudante
- Maurice Fingercwajg (AR), polonês, 19 anos
- Spartaco Fontanot (AR), italiano, 22 anos
- Jonas Geduldig, polonês, 26 anos
- Emeric Glasz [Békés (Glass) Imre], húngaro, 42 anos - metalúrgico
- Léon Goldberg, polonês, 19 anos
- Szlama Grzywacz (AR), polonês, 34 anos
- Stanislas Kubacki, polonês, 36 anos
- Cesare Luccarini, italiano, 22 anos
- Missak Manouchian (AR), armênio, 37 anos
- Armenak Arpen Manoukian, armênio, 44 anos
- Marcel Rayman (AR), polonês, 21 anos
- Roger Rouxel, francês, 18 anos
- Antoine Salvadori, italiano, 24 anos
- Willy Schapiro, polonês, 29 anos
- Amedeo Usseglio, italiano, 32 anos
- Wolf Wajsbrot (AR), polonês, 18 anos
- Robert Witchitz (AR), francês, 19 anos